# 星川ハチ
星川 ハチ（ほしかわ ハチ、8月8日 - ）は、日本の漫画家。愛知県出身。血液型B型。デビュー作は『恋して病』。

## 略歴
- 2012年 - 10月期第11回マーガレットまんがゼミナールSUPER入選。受賞作である『恋して病』でデビューした。

## 作品リスト
全て集英社、マーガレットコミックスから刊行されている。
- モンスターにキスを（2014年12月25日発売[3]、ISBN 978-4-08-845319-4）
  - モンスターにキスを（『マーガレット』2013年23号）
  - モノクローム＊シンドローム（『マーガレット』2014年16号）
  - はくちょうのゆめ（『ザ マーガレット』2014年10月号）
  - 愛し戀（こい）し（『ザ マーガレット』2014年2月号）
- A.【アンサー】[注 1]（2015年 - 2016年、全2巻）
  1. 2015年11月25日発売[4]、『マーガレット』2015年15号[5][6] - 21号、ISBN 978-4-08-845481-8
  2. 2016年2月25日発売[7]、『マーガレット』2015年22号 - 2016年2号、ISBN 978-4-08-845524-2
    - 眠れる獅子に愛の声（『マーガレット』2015年11号）

### 単行本未収録作品
- 恋して病（『マーガレット』2013年8号、デビュー作）
- レィニーワンピース（『ザ マーガレット』2013年6月号）
- a little umbrella（『マーガレット』2013年11号）
- 彼と私のジョーカーフェイス（『ザ マーガレット』2013年10月号）
- Sweet Wall（『ザ マーガレット』2014年4月号）
- ワニのナミダ[注 2]（『マーガレット』2014年21号[8] - 24号[9]、初連載作品）
- カノンのあとに（『ザ マーガレット』2015年4月号）
- 落ちる（『マーガレット』2016年17号）
- GOMIX（『マーガレット』2016年23号[10][11] - 2017年8号）
- 雲上のプルミエール（『マーガレット』2017年14号）
- その時は、僕も笑うから[12]（『マーガレット』2019年9号別冊ふろくマーガレットmini『運命が変わる恋』）
- 金魚鉢の宇宙[13]（『マーガレット』2021年10・11合併号）
- 恋愛初心者の最終定理[14]（『マーガレット』2022年12号）